# Cosuenda
Cosuenda – gmina w Hiszpanii, w prowincji Saragossa, w Aragonii, o powierzchni 31,68 km². W 2011 roku gmina liczyła 398 mieszkańców.